# 阿塞拜疆共产党 (1993年)
阿塞拜疆共产党（缩写为）是阿塞拜疆的一个共产主义政党，成立于1993年。该党与俄罗斯联邦共产党关系密切。